# Слабкий Геннадій Олексійович
Генна́дій Олексі́йович Слабки́й – український вчений в галузі медицини,  доктор медичних наук, професор, завідувач кафедри наук про здоров’я Ужгородського національного університету.

## Життєпис
Слабкий Геннадій Олексійович (1 серпня 1953 року в с. Гончарівка Сватівського району Луганської області).
До 1972 р. навчався у Кремінському медичному училищі, отримав кваліфікацію «фельдшер».
1974–1980 рр. – студент Донецького державного медичного інституту ім. М. Горького (нині – Донецький національний медичний університет), спеціальність «Лікувальна справа», отримав  кваліфікацію «Лікар-лікувальник». В період навчання (1977–1980 рр.) був  Ленінським стипендіатом, отримав диплом з відзнакою.
1980–1981рр. – старший лаборант кафедри терапії ФПО Донецького державного медичного інституту.
1981–1985 рр. – викладач, заступник директора з навчально-виховної роботи Макіївського медичного училища Донецького облздороввідділу.
1985–1992 рр. – дільничний терапевт, завідувач відділенням, заступник головного лікаря Центральної лікарні  м. Макіївки.
1992–1995 рр. – головний лікар Центральної поліклініки м. Макіївки. 1996–2002 рр. – головний лікар міської лікарні № 2 м. Макіївки.
У 1996 році в Національному медичному університеті імені О.О. Богомольця захистив дисертаційне дослідження на тему «Наукове обґрунтування та шляхи оптимізації діяльності відділень профілактики міських поліклінік». Отримав вчений ступінь кандидата медичних наук, за спеціальністю 14.02.10 – «Соціальна медицина».
У 2002 році захистив дисертаційне дослідження на  тему «Обґрунтування і розробка системи спеціалізованої медичної допомоги дорослому населенню великого промислового міста» і здобув науковий ступінь доктора медичних наук за спеціальністю 14.02.10 – «Соціальна медицина».
2002–2003 рр. – завідувач кафедри менеджменту охорони здоров’я з підвищення кваліфікації керівного складу охорони здоров’я Національного медичного університету ім. О.О. Богомольця.
2005 р. – присвоєно вчене звання професора кафедри організації вищої освіти та управління охороною здоров’я (Атестат 02ПР  №003506 від 16 червня 2005 року).
2004–2005 рр. – професор кафедри організації вищої освіти та управління охороною здоров’я Донецького медичного університету.
2005–2008 рр. – заступник директора з наукової роботи Українського Інституту громадського здоров’я, м. Київ.
2008–2012 рр. – директор ДУ «Український інститут стратегічних досліджень МОЗ України».
2012–2013 рр. – завідувач відділом організації медичної допомоги Науково-практичного центру ДУС.
2013–2014 рр. – професор кафедри організації  вищої освіти та управління охорони здоров’я та епідеміології Навчально-наукового інституту  післядипломної освіти.
2014 р. – директор ДУ «Український інститут стратегічних досліджень МОЗ України».
2014–2016 рр.  – професор, завідувач кафедри  громадського здоров’я Ужгородського національного університету.
2016–2017 рр. –  т.в.о. директора ДУ «Український інститут стратегічних досліджень МОЗ України».
2017–2019 рр. – завідувач кафедри громадського здоров’я Ужгородського національного університету.
З 2019 року по теперішній час – завідувач кафедри наук про здоров’я Ужгородського національного університету.

## Наукова та громадська діяльність
Автор та співавтор 1270 наукових робіт, в т.ч. – 56 монографій з питань організації та управління в охороні здоров’я.
Має наукову школу з соціальної медицини. Підготував 17 докторів та 23 кандидати наук.
Керівник 12 НДР з питань організації охорони здоров’я.
Будучи членом колегії Національної Ради з питань охорони здоров’я, був учасником чисельних робочих груп КМУ та МОЗ України з питань розвитку системи охорони здоров’я держави.
Брав участь у розробці більше 60 законодавчих на нормативно-правових актів з організації та реформування охорони здоров’я.
Член двох спеціалізованих вчених рад.
З 2010 року – голова Проблемної експертної  комісії МОЗ та НАМН  України за спеціальністю  «Соціальна медицина».
Представляв Україну, на рівні ВООЗ, при розробці Європейського плану дій з розвитку та підтримки системи громадського здоров’я, брав участь у розробці 11 Уніфікованих клінічних протоколів.
2006–2011 рр. був одним із авторів Міжгалузевої комплексної програми «Здоров’я нації», координував  роботу з виконання програми та забезпечував моніторинг її виконання.  З метою забезпечення даної діяльності  з його участю було  розроблено методичні рекомендації «Методологічні та методичні підходи до реалізації Міжгалузевої комплексної програми «Здоров’я нації». 
За період 2005–2016 рр був відповідальний за підготовку та видання «Щорічної доповіді про стан здоров’я населення, санітарно-епідеміологічну ситуацію та результати діяльності системи охорони здоров’я України», яка готувалася на виконання Указу Президента України. 
Заснував видання фахових науково-практичних журналів «Україна. Здоров’я нації» та «Економіка і право охорони здоров’я».
З 2008 року  головний редактор фахового науково-практичного журналу «Вісник соціальної гігієни та організації охорони здоров’я України». Входить до редакційного штату наукового журналу «Репродуктивне здоров’я жінки».
За період 2008–2014 рр. брав участь експертом у міжнародних проектах з реформування охорони здоров’я, які проводилися в Україні. Консультант ЮНІСЕФ з питань ВІЛ/СНІДу (освітній аспект); член більше 30 робочих груп КМУ, МОЗ України з питань підготовки нормативних актів, реформування, стандартизації та інформатизації охорони здоров’я.
Активно співпрацював консультантом з ВООЗ,  при впровадженні в Україні  міжнародних проектів з організації охорони здоров’я (проект Загальнодержавної цільової соціальної програми “Здорова нація” на 2009–2013 роки).
Геннадій Слабкий брав участь у розробці понад 50 законодавчих актів, член експертної ради Кабінету Міністрів України з питань законодавства у сфері охорони здоров’я. Головний національний координатор та експерт проєкту ВООЗ «Здорові міста». Посол миру. 2007–2010 рр. – член колегії Національної Ради з питань охорони здоров’я.
З 2016 року – академік Міжнародної академії освіти та науки.

### Основні напрямки наукової та практичної діяльності
- вивчення та прогнозування стану здоров’я населення, профілактика соціально небезпечних та соціально значущих хвороб, протидія соціально-економічним детермінантам здоров’я, формування у населення відповідального ставлення до особистого здоров’я, організація системи громадського здоров’я, впровадження сучасних економічних механізмів в охороні здоров’я, організація спеціалізованої та первинної медико-санітарної допомоги населенню;
- розробка технологій впровадження принципів доказової медицини, сучасних організаційних та медичних технологій, стандартизації медичної допомоги;
- інформатизація системи охорони здоров’я; залучення громадськості до управління охороною здоров’я;
- покращення репродуктивного здоров’я та організація протидії розвитку епідемії ВІЛ-інфекції;
- удосконалення управління на всіх рівнях надання медичної допомоги, адаптація законодавства України до законодавства Європейського Союзу, організація медичної допомоги населенню в надзвичайних ситуаціях.

## Праці

### Монографії
- Modern aspects of science : 31- th volume of the international collective monograph / rec.: K. Nedbálek, M. Pavlova, H. H. Akhmedov a další. / Mezinárodní Ekonomický Institut s.r.o.( (Zápis č. 32/2023 ze dne 8. Smět 2023). – Česká republika : Mezinárodní Ekonomický Institut s.r.o., 2023.  str. 453. https://dspace.uzhnu.edu.ua/jspui/handle/lib/51440 [12]
- Миронюк І. С., Слабкий Г. О., Лопіт В. В. Вплив війни проти російської агресії на стан громадського здоров’я населення регіону віддаленого від зони активних бойових дій. Громадське здоров’я в Україні: здобутки та виклики сьогодення : колективна монографія / за заг. ред. проф. В. М. Ждана, І. А. Голованової. Полтава, 2023. С. 44–49. https://dspace.uzhnu.edu.ua/jspui/handle/lib/52287[13]
- Scientific basis of modern medicine: collective monograph / I. Rusnak, Yu. Kotsyubynska, K. Zhivchenko – etc. – Іnternational Science Group. – Boston : Primedia eLaunch, 2020. 240 р. DOI : 10.46299/isg.2020.MONO.MED.I ISBN - 978-1-64871-700-0  https://dspace.uzhnu.edu.ua/jspui/handle/lib/30199 [14]
- Current issues of health care and physical rehabilitation : collective  monograph / G. O. Slabkiy, V. Yo. Bilak-Lukianchuk, V.V. Brych, D. V. Danko, A.-M. M. Pishkovtsі, A. O. Keretsman, O. V. Zhdanova, I. S. Myronyuk, A. P. Spivak, K. S. Barannik. – Lviv-Toruń : Liha-Pres, 2019. 184 p. ISBN 978-966-397-155-1 https://dspace.uzhnu.edu.ua/jspui/handle/lib/31064
- Знаменська М.А., Слабкий Г.О., Т.К. Знаменська Комунікації в охороні здоров’я : монографія. Київ, 2019. 194 с. https://dspace.uzhnu.edu.ua/jspui/handle/lib/24435
- Характеристика стану здоров’я населення та системи охорони здоров’я. 2015 рік. Дніпропетровська область : монографія / кол. авт. : Г. О. Слабкий, Н. Ю. Будяк, О. М. Черемухіна; рец. : О. М. Дзюба. Київ, 2016. 54 с. https://dspace.uzhnu.edu.ua/jspui/handle/lib/10709
- Жилка Н. Я., Слабкий Г. О., Чепурнова Н. В. Організація допоміжних репродуктивних технологій дискордантним парам : монографія. Київ, 2015. 146 с.
- Слабкий Г. О., Крисько М. О. Інтеграція медичної допомоги з ВІЛ/СНІДу на первинний рівень : монографія. Київ, 2015. 98 с. ISBN 978-966-8398-47-6
- Наукові засади кадрової політики в охороні здоров’я України: потреба регіонів в медичних кадрах до 2015 року : монографія / За ред. Ю. О. Гайдаєва. Київ. 2007. 126 с. https://dspace.uzhnu.edu.ua/jspui/handle/lib/29788
- Наукові засади кадрової політики в охороні здоров’я України: потреба регіонів в медичних кадрах до 2015 року : монографія / За ред. Ю. О. Гайдаєва. Київ.  2007. 126 с. https://dspace.uzhnu.edu.ua/jspui/handle/lib/29788
- Реформування галузі охорони здоров’я: Вінницька, Донецька, Дніпропетровська, Одеська, Полтавська області, м. Київ. Результати, проблеми, шляхи вирішення : монографія / авт. кол.: В. В. Лазоришинець, Р. В. Салютін, Г. О. Слабкий та інш.; рец. : В. Й. Шатило, О. В. Любінець.  К. : МОЗ України, ДУ «УІСД МОЗ України», 2014. 211 с. https://dspace.uzhnu.edu.ua/jspui/handle/lib/1707
- Державне управління охороною здоров’я України : монографія / авт. кол. : В. В. Лазоришинець, Г. О. Слабкий, Н. П. Яро та ін.; ред. : В. Й. Шатило, О. В. Любінець. Київ : МОЗ України, 2014. 312 с. https://dspace.uzhnu.edu.ua/jspui/handle/lib/10685
- Ціборовський О. М. Проблеми медичного обслуговування національних меншин в Україні : монографія / О. М. Ціборовський, Г. Слабкий, В. М. Сорока; рец. : Я. Ф. Радиш, М. К. Хобзей, Л. А. Чепелевська. Київ : ДУ «Український інститут стратегічних досліджень МОЗ України», 2013. 134 с. https://dspace.uzhnu.edu.ua/jspui/handle/lib/10675
- Забезпеченість закладів охорони здоров’я високовартісним обладнанням. 2013 рік : монографія / авт. кол. : В. В. Лазоришинець, Г. О. Слабкий, М. В. Голубчиков та інш.; ред. : О. В. Любінець, О. З. Децик. Київ : МОЗ України, 2014. 184 с. https://dspace.uzhnu.edu.ua/jspui/handle/lib/10686
- Досвід, реалії і перспективи розвитку систем охорони здоров’я : колективна монографія / кол. авт. н. О. Любінець, А. Овоц, Г. Слабкий та ін. Львів : Видавництво ЛОБФ «Медицина і право», 2013. 585 с. https://dspace.uzhnu.edu.ua/jspui/handle/lib/20803
- Щорічна доповідь. Приватна медицина в Україні. 2010 : монографія / кол. авт.  Г. О. Слабкий, Ю. Б. Ященко, Л. А. Чепелевська, Н. П. Кризина, Н. П. Ярош, Д. Д. Дячук. К., 2011.  105 с. https://dspace.uzhnu.edu.ua/jspui/handle/lib/24474
- Здоров’я населення Рівненщини та організація медичної допомоги (за даними управлінського аудиту) : монографія. / авт. : Г. О. Слабкий, В. Я. Бойко, М. В. Шевченко та інш.; рец. : В. І. Агарков, В. Й. Шатило. Рівне, 2011. 141 с. https://dspace.uzhnu.edu.ua/jspui/handle/lib/24379
- Стан та чинники здоров’я українських підлітків : монографія / О. М. Балакірєва, Т. В. Бондар, О. Р. Артюх та ін.; наук. ред. О. М. Балакірєва. К. : ЮНІСЕФ, Укр. ін-т соц. дослідж. ім. О. Яременка.  Київ : “К.І.С.”, 2011. 172 с. ISBN 978-966-2141-81-8 https://dspace.uzhnu.edu.ua/jspui/handle/lib/46808
- Організація спеціалізованої медичної допомоги жінкам з ускладненнями вагітності, пологів та післяпологового періоду в умовах великого промислового регіону : монографія / Г. О. Слабкий, Г. Д. Сидиренко; рец. : А. В. Чурілов, О. О. Дудіна. Донецьк, 2009. 198 с. https://dspace.uzhnu.edu.ua/jspui/handle/lib/29789
- Охорона здоров'я Ураїни : стан, проблеми, перспективи: монографія / В. М. Князевич, В. В. Лазоришинець, І. В. Яковенко, Г. О. Слабкий, та ін. Київ, 2009. 437 с. https://dspace.uzhnu.edu.ua/jspui/handle/lib/20685
- Первинна медико-санітарна допомога / сімейна медицина : монографія / за ред. В. М. Князевича; Міністерство охорони здоров’я України.  К., 2009. 289 с. https://dspace.uzhnu.edu.ua/jspui/handle/lib/29721
- Слабкий Г. О., Горбенко О. В. Екстрена контрацепція : монографія.  Донецьк: Східний видавничий дім, 2008. 247 c. ISBN 978-966-317-016-9 https://dspace.uzhnu.edu.ua/jspui/handle/lib/29769
- Наукові засади кадрової політики в охороні здоров’я України: потреба регіонів в медичних кадрах до 2015 року : монографія / авт. кол. : Ю. О. Гайдаєв, М. В. Банчук, Г. О. Слабкий, І. І. Волинкін; за ред. Ю. О. Гайдаєва; рец. : В. І. Агарков, В. Й. Шатило. Київ. 2007. 126 с. https://dspace.uzhnu.edu.ua/jspui/handle/lib/29788

### Навчальні посібники
- Соціальна медицина як основа менеджменту в охороні здоров’я : навч. посіб. / Р. Ю. Погоріляк, І. М. Рогач , Г. О. Слабкий , Л. О. Качала, В. В. Кручаниця.  Ужгород : Вид-во УжНУ «Говерла», 2015.  280 с. ISBN 978-617-7333-01-1
- Профілактика передачі ВІЛ від матері до дитини : навч. посіб. / за ред. Гойди Н. В., Жилки Н. Я.  Київ, 2008. 222 с.

### Довідкові видання
- Терміни в системі громадського здоров’я : термінологічний словник. Ч. 1. / кол. авт. Г. О. Слабкий, І. С. Миронюк, В. П. Маркович та ін.  Ужгород : ТОВ "РІК-У", 2020. 187 с. https://dspace.uzhnu.edu.ua/jspui/handle/lib/28863
- Терміни в системі громадського здоров’я: термінологічний словник. Ч. 2. / кол. авт. Г. О. Слабкий, І. С. Миронюк, В. П. Маркович та ін. Ужгород : ТОВ "РІК-У", 2020  211 с. https://dspace.uzhnu.edu.ua/jspui/handle/lib/29287
- Терміни в системі громадського здоров’я: термінологічний словник. Ч. 3 / кол. авт. Г. О. Слабкий, І. С. Миронюк, В. П. Маркович та ін. Ужгород : ТОВ "РІК-У", 2020.  87 с. https://dspace.uzhnu.edu.ua/jspui/handle/lib/29635
- Словник-довідник термінів з організації управління, економіки та фінансування у сфері охорони здоров’я. Київ, 2016. 157 с.